# Mika Nakašima
Mika Nakašima (japonsky 中島美嘉 Nakašima Mika, * 19. února 1983 Kagošima, Kjúšú, Japonsko) je japonská zpěvačka, herečka a modelka.

## Diskografie

### Alba
| Rok  | Titul                             | Typ       |
| ---- | --------------------------------- | --------- |
| 2002 | True                              | Studio    |
| 2002 | Resistance                        | EP        |
| 2002 | Love                              | Studio    |
| 2004 | Oborozukijo: Inori (朧月夜〜祈り) | EP        |
| 2005 | Music                             | Studio    |
| 2005 | Best                              | Compilace |
| 2006 | The End                           | Studio    |
| 2007 | Yes                               | Studio    |
| 2008 | Voice                             | Studio    |
| 2009 | No More Rules                     | Compilace |

### Singly
- [07.11.2001] Stars
- [06.02.2002] Crescent Moon
- [06.03.2002] One Survive
- [15.05.2002] Helpless Rain
- [07.08.2002] Will
- [29.01.2003] Aišiteru (愛してる; I Love You; Miluji Tě)
- [09.04.2003] Love Addict
- [25.06.2003] Seppun (接吻; Polibek)
- [06.08.2003] Find the Way
- [01.10.2003] Juki no Hana (雪の華; Snow Flower)
- [07.04.2004] Seven
- [02.06.2004] Hi no Tori (火の鳥; Phoenix)
- [20.10.2004] Legend
- [02.02.2005] Sakurairo Mau Koro (桜色舞うころ)
- [08.06.2005] Hitori (ひとり; Alone)
- [31.08.2005] Glamorous Sky Nana starring Mika Nakashima
- [22.02.2006] Cry No More
- [07.06.2006] All Hands Together
- [26.07.2006] My Sugar Cat
- [29.11.2006] Hitoiro (一色) Nana starring Mika Nakashima
- [21.02.2007] Mienai Hoši (見えない星; Can't See The Stars)
- [14.03.2007] Sunao na Mama (素直なまま)
- [22.08.2007] Life
- [03.10.2007] Eien no Uta (永遠の詩; An Eternal Poem)
- [12.03.2008] Sakura ~Hanagasumi~ (花霞)
- [23.07.2008] I Don't Know MICA 3 CHU
- [12.11.2008] Orion
- [13.05.2009] Overload